# Tuerie d'OC Transpo
La tuerie d'OC Transpo est une tuerie de masse qui a eu lieu dans les garages du siège social d'OC Transpo, à Ottawa, le 6 avril 1999. Un ex-employé de la compagnie, Pierre Lebrun, fait irruption sur les lieux avec une carabine de calibre 30-06 et assassine quatre personnes et en blesse deux autres avant de se suicider,. Cet événement est la pire tuerie de l'histoire de ville d'Ottawa.

## La fusillade
En milieu d'après-midi, vers 14h30, un homme fait irruption dans les garages du siège social d'OC Transpo au 1500 boulevard St-Laurent, à Ottawa. Avec sa carabine 30-06., le tireur assassine froidement quatre personnes et en blesse deux. Quelques minutes après, il retourne l'arme contre lui. À 19h, le corps du suspect est retrouvé dans le même bâtiment, par la police d'Ottawa, soit après quatre heures de recherches.

## Les victimes
Voici les noms des victimes de la tragédie:
- Clare Davidson (53 ans)
- Bryan Guy (57 ans)
- David Lemay (45 ans)
- Harry Schoenmakers (45 ans)

## Le tireur
Le tireur fou était un ancien employé de la compagnie de transport, Pierre Lebrun. Ce dernier avait démissionné de son travail en janvier 1999, soit trois mois avant le massacre. D'après l'enquête, il était victime de harcèlement psychologique au travail. De plus, Pierre Lebrun avait une liste des personnes à abattre.

## Dans la culture populaire
- En 2010, dans la série documentaire québécois, Tout le monde en parlait (saison 5 épisode 10), cette tuerie de masse est le thème principal de l'épisode[5].